# Contardo d'Este
San Contardo d'Este (Ferrara, 1216 – Broni, 16 aprile 1249) è stato un cavaliere medievale italiano, venerato come santo dalla Chiesa cattolica.

## Biografia

Stemma della famiglia Estense

Contardo nasce a Ferrara da Aldobrandino I d'Este e dalla seconda consorte, che apparteneva alla nobile famiglia dei Contardi.  Sua sorella è Beatrice d'Este, regina d'Ungheria.
Aldobrandino venne assassinato nel 1215 ed il fratello Azzo VII, detto il Novello, sapendo che la sua vedova era in stato di gravidanza, decise di allontanarla dalla residenza di Calaone e di farla partorire a Ferrara, questo per prevenire possibili problemi con la successione. Contardo nacque quindi a Ferrara sotto la protezione dello zio, ma senza essere tuttavia riconosciuto come erede della casata Estense. Nel 1234 la sorella andò in sposa al re Andrea II d'Ungheria (detto il gerosolimitano perché fu tra i fautori della quinta crociata in Terra Santa). Nello stesso periodo Contardo venne finalmente riconosciuto Principe estense grazie al fortissimo legame e all'intercessione della sorella Beatrice; questo legame, più avanti, si allargò anche al figlio di Beatrice: Stefano, erede al trono di Ungheria. 
Nel 1235 il Re di Ungheria Andrea II nomina Contardo: “Miles Sancti Sepulcri” ( Cavaliere del Santo Sepolcro), in virtù delle caratteristiche della sub infeudazione con il Regno di Gerusalemme; nel feudalesimo era pratica comune ai regnanti conferire il titolo di cavaliere ai loro uomini migliori. In quegli anni Contardo, sull’esempio di San Francesco, sentì la voce di Dio che con forza lo chiamava ad abbandonare le ricchezze terrene e il diritto di successione, per vivere in povertà e pellegrino del Vangelo sulle strade di Terra Santa e d'Europa. Contardo era molto legata alla Terra Santa per il legame con la nonna Alice di Chàtillon principessa del Regno di Antiochia. 
La crociata era vissuta come una forma molto particolare di pellegrinaggio. In quell’epoca il pellegrinaggio per il cristiano era molto importante, ma solo pochi potevano diventare palmieri, i più erano romei o pellegrini. Chi andava a Gerusalemme metteva a rischio la propria vita durante tutto il tragitto (il viaggio durava circa 3 anni a piedi, poco meno se si usava una nave). Il pellegrinaggio di per sé non era mai sicuro ed occorreva viaggiare con gruppi armati per prevenire gli attacchi dei predoni, d’altro canto, in generale, gli arabi trattavano discretamente i pellegrini lasciando libertà di accesso ai luoghi santi perché seguivano gli stessi percorsi dei commercianti. 
Ritornato in patria Contardo visse in santità e penitenza. All’età di 33 anni, lascia di nuovo Ferrara con alcuni compagni, forse gli stessi che lo avevano accompagnato in Terrasanta e si mette in cammino verso Santiago di Compostela, edificando con la sua fede e la sua semplicità chiunque incontrava durante il cammino.
Arrivato a Broni (Provincia di Pavia) probabilmente con l'intenzione di andare a Genova in Liguria per poi salpare con una nave in direzione dei Santiago, si ammala ed esprime il desiderio di essere sepolto in quel luogo qualora fosse morto, i compagni pellegrini a malincuore fanno voto a Contardo di proseguire da soli nel pellegrinaggio e di tornare per la medesima strada certi di ritrovarlo guarito e riportarlo a Ferrara. In realtà la salute di Contardo peggiora, finiscono i pochi soldi che aveva portato con sé e viene trasferito dall’albergo del paese alla cascina di un contadino che gli offre un pagliericcio a terra su cui sdraiarsi. In questa condizione di estrema povertà Contardo muore il 16 Aprile 1249. Alcuni prodigi impedirono che la sua morte avvenisse nell'anonimato e manifestando la santità dello sconosciuto pellegrino ai cittadini di Broni. 
Le campane della chiesa della città si misero a suonare incessantemente e da sole. Poiché non vi era modo di fermarle, e non si capiva il motivo perché suonassero da sole, la popolazione era inquieta,  finché qualcuno si ricordò del povero pellegrino malato. Quando alcuni di loro si diressero al giaciglio videro che attorno al corpo di Contardo vi erano delle splendenti fiammelle. Subito venne organizzato il funerale e la sepoltura del pellegrino e le campane smisero di suonare. Era chiaro a tutti che quel povero pellegrino non era una persona qualsiasi.
Iniziarono i miracoli presso la sua tomba, la gente veniva guarita dai mali alla testa e dai dolori della colonna vertebrale tipici dei contadini che lavoravano duramente nei campi e sulle colline dell’Oltrepò pavese. I compagni pellegrini che tornavano per riprendere Contardo saputo della sua morte svelarono ai popolani che si trattava del principe d’Este e poi rientrati a Ferrara dissero agli estensi della volontà di Contardo di essere seppellito a Broni. Dopo poco tempo il corpo del cavaliere pellegrino viene traslato nella chiesa parrocchiale.
Santo venerato con culto approvato da Papa Paolo V e arricchito di indulgenze da Papa Urbano VIII.

## Culto
Il culto di san Contardo fu approvato da papa Paolo V.
La memoria liturgica è celebrata il 16 aprile, mentre la memoria della traslazione del corpo all'interno della Basilica Minore di San Pietro Apostolo in Broni è celebrata, con grande concorso di popolo e processione, l'ultimo sabato di Agosto. Dal 1698 è Copatrono di Modena.
Al Santo pellegrino, definito da molti il Patrono di tutto l'Oltrepò Pavese, è stato dedicato un colle nel Comune di Broni, Monte di San Contardo, sulla cui cima è situata un'antica cappella. La strada che percorre il colle è impreziosita da un'artistica Via Crucis di 15 stazioni realizzata dallo scultore pavese Angelo Grilli.
Dal Martirologio Romano: "A Broni presso Pavia, commemorazione di san Contardo, pellegrino, che scelse una vita di estrema povertà e morì colpito da una malattia mentre era in cammino per Compostela".

## Ascendenza
|                                            |   |                      | Genitori           |  |  | Nonni |  |  | Bisnonni      |  |  | Trisnonni                            |  |
|                                            |   |                      |                    |  |  |       |  |  | Azzo V d'Este |  |  | Obizzo I d'Este, marchese di Ferrara |  |
|                                            |   |                      |                    |  |  |       |  |  | Azzo V d'Este |  |  | Obizzo I d'Este, marchese di Ferrara |  |
|                                            |   | Sofia Lendinara      |                    |  |  |       |  |  | Azzo V d'Este |  |  |                                      |  |
| Azzo VI d'Este, marchese di Ferrara        |   |                      |                    |  |  |       |  |  | Azzo V d'Este |  |  |                                      |  |
|                                            |   | Marchesella Adelardi | Guglielmo Adelardi |  |  |       |  |  |               |  |  |                                      |  |
|                                            |   | Marchesella Adelardi | Guglielmo Adelardi |  |  |       |  |  |               |  |  |                                      |  |
|                                            |   | Marchesella Adelardi | …                  |  |  |       |  |  |               |  |  |                                      |  |
| Aldobrandino I d'Este, marchese di Ferrara |   | Marchesella Adelardi |                    |  |  |       |  |  |               |  |  |                                      |  |
|                                            |   | …                    | …                  |  |  |       |  |  |               |  |  |                                      |  |
|                                            |   | …                    | …                  |  |  |       |  |  |               |  |  |                                      |  |
|                                            |   | …                    | …                  |  |  |       |  |  |               |  |  |                                      |  |
| Sofia Aldobrandini                         |   | …                    |                    |  |  |       |  |  |               |  |  |                                      |  |
|                                            |   | …                    | …                  |  |  |       |  |  |               |  |  |                                      |  |
|                                            |   | …                    | …                  |  |  |       |  |  |               |  |  |                                      |  |
|                                            |   | …                    | …                  |  |  |       |  |  |               |  |  |                                      |  |
| Contardo d'Este                            |   | …                    |                    |  |  |       |  |  |               |  |  |                                      |  |
|                                            | … | …                    |                    |  |  |       |  |  |               |  |  |                                      |  |
|                                            | … | …                    |                    |  |  |       |  |  |               |  |  |                                      |  |
|                                            | … | …                    |                    |  |  |       |  |  |               |  |  |                                      |  |
| …                                          | … |                      |                    |  |  |       |  |  |               |  |  |                                      |  |
|                                            |   | …                    | …                  |  |  |       |  |  |               |  |  |                                      |  |
|                                            |   | …                    | …                  |  |  |       |  |  |               |  |  |                                      |  |
|                                            |   | …                    | …                  |  |  |       |  |  |               |  |  |                                      |  |
| …                                          |   | …                    |                    |  |  |       |  |  |               |  |  |                                      |  |
|                                            |   | …                    | …                  |  |  |       |  |  |               |  |  |                                      |  |
|                                            |   | …                    | …                  |  |  |       |  |  |               |  |  |                                      |  |
|                                            |   | …                    | …                  |  |  |       |  |  |               |  |  |                                      |  |
| …                                          |   | …                    |                    |  |  |       |  |  |               |  |  |                                      |  |
|                                            |   | …                    | …                  |  |  |       |  |  |               |  |  |                                      |  |
|                                            |   | …                    | …                  |  |  |       |  |  |               |  |  |                                      |  |
|                                            |   | …                    | …                  |  |  |       |  |  |               |  |  |                                      |  |
|                                            |   | …                    |                    |  |  |       |  |  |               |  |  |                                      |  |